# Лео Карл Австрийский
Эрцгерцог Лео Карл Мария Кирилл Метод фон Габсбург-Лотаринген (нем. Erzherzog Leo Karl Maria Kyrill Method von Habsburg-Lothringen), по польскому паспорту Леон Кароль Габсбург-Лотарыньский (пол. Leon Karol Habsburg-Lotaryński), он же Лео Карл Австрийский (нем. Leo Karl von Österreich; 5 июля 1893, Пола, Австрийское Приморье, Австро-Венгрия, ныне Хорватия — 28 апреля 1939, Бествина, Автономное Силезское воеводство, Польша) — эрцгерцог австрийский, пятый ребёнок эрцгерцога Карла Стефана, ротмистр (капитан кавалерии) армии Австро-Венгрии, капитан армии Польши.

## Биография

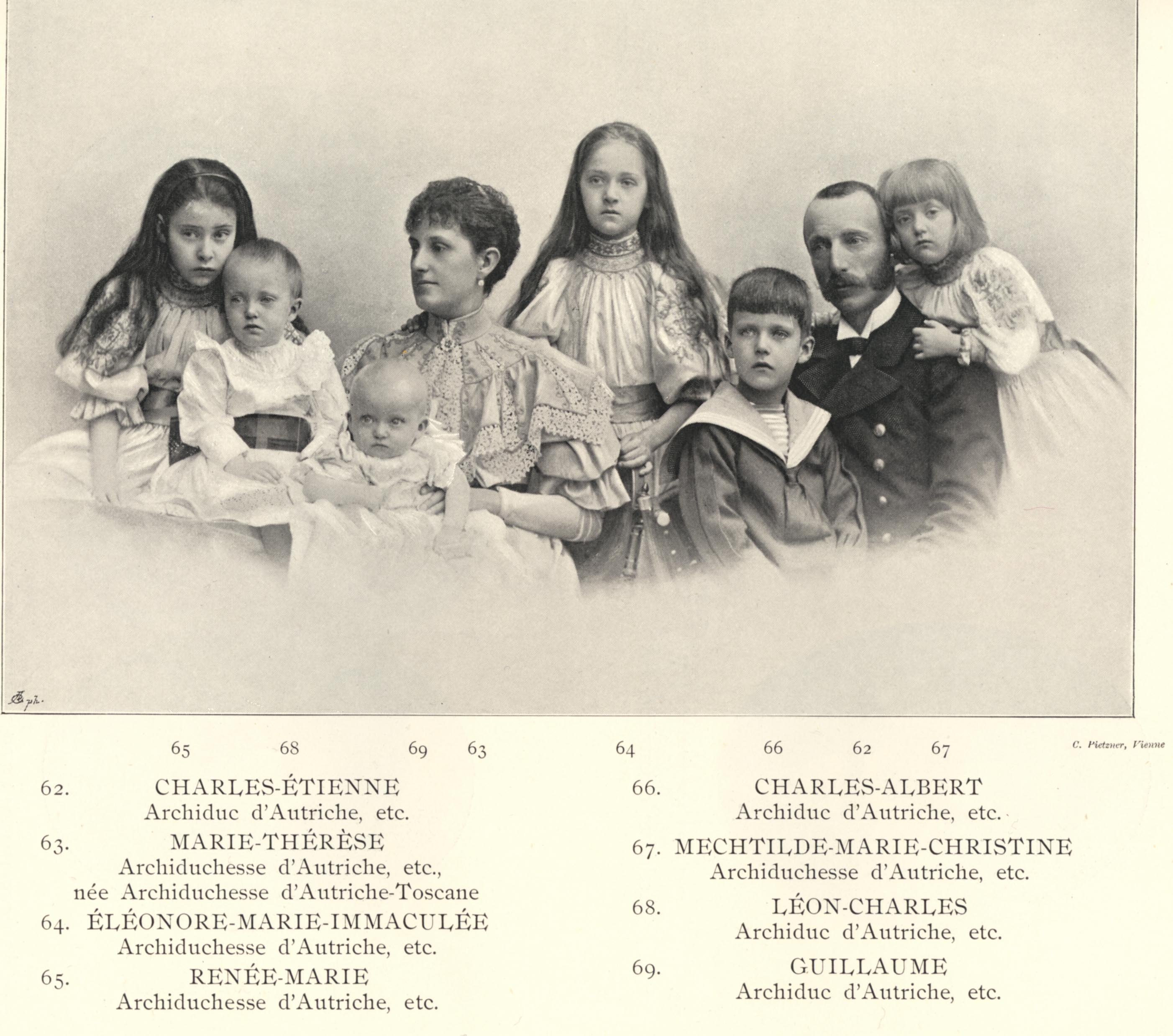
Юный Лео Карл с родителями, братьями и сёстрами (1896)

Родился 5 июля 1893 года в городе Пола (ныне Пула, Хорватия). Пятый сын адмирала императорских и королевских военных сил, эрцгерцога Карла Стефана и эрцгерцогини Австрийской, принцессы Тосканской Марии-Терезы. Пятый ребёнок, второй сын в семье. Провёл свои первые годы в Истрии, учился в реальной гимназии города Вены и вскоре переехал с семьёй в имение в городе Зайбуш в Западной Галиции.
Во время Первой мировой войны Лео Карл служил в кавалерии, имел звание ротмистра (равноценное капитану). Награждён в 1915 году орденом Золотого руна. Во время войны его отец и старший брат Карл Альбрехт были претендентами на польский престол, а младший брат Вильгельм Франц — на украинский.
Габсбурги остались в своём имении Живец и после провозглашения независимости Польши. В 1919 году Лео Карл принял польское гражданство и получил имя Леон Кароль Габсбург-Лотарыньский, после чего заступил на службу в польскую армию (добровольцем прибыл на сборы в ноябре 1918 года в Краков). В составе Войска Польского он участвовал в польско-украинской и советско-польской войне. Капитан 17-го уланского Великопольского полка.
28 февраля 1919 Министерство сельского хозяйства и государственной собственности объявило о национализации частных владений Габсбургов. В пользу государства отошло всё имение Живец площадью 53 263 га (из них 48 446 га — лесной массив) и имение Бествина, однако в 1924 году стараниями Лео Карла и Карла Альбрехта Бествину удалось вернуть. На правительство Польши надавил даже испанский король Альфонс XIII, двоюродный брат Лео Карла.

## Брак и дети
В 1922 году Лео Карл женился на Марии-Клотильде фон Тюильер, графине де Монтжуайе-Вофре и де ля Рош (1893—1978), венчание состоялось в Вене. В браке родились пятеро детей. Брак был признан морганатическим. В 1934 году Лео Карл унаследовал отцовское имение Бествина в Верхней Силезии и переехал с семьёй. Там он скончался 28 апреля 1939 от туберкулёза.
- Мария Дезидерата, графиня фон Габсбург (3 августа 1923 — 6 октября 1998), муж с 1947 по 1965 год Вольфганг фон Хартиг (1922—1995), двое детей
- Мехтильда, графиня фон Габсбург (14 августа 1924 — 18 февраля 2000), муж с 1948 года граф Манфред Пьятти (род. 1924), пятеро детей
- Елизавета, графиня фон Габсбург (13 марта 1927 — 2014), замужем не была. Детей не имела.
- Лео Стефан, граф фон Габсбург (12 июня 1928 — 3 февраля 2020), 1-я жена с 1962 по 1969 год Габриэла Кунерт (1935—1975), 2-я жена с 1973 года Хейди Айгнер (род. 1942), от двух браков — семь детей
- Карл, граф фон Габсбург (27 октября 1930 — 26 октября 1981), жена с 1972 года Элеонора Кристен (род. 1943), детей не имел.